# Комаровський рудник
Комаровський рудник – виробничий майданчик на північному заході Казахстану, на якому провадять видобуток золота.
Спорудження рудника почалось в 2001 році, в 2003-му отримали перший зливок золота, а у 2006-му почалась повноцінна розробка. Річна потужність рудника спершу становила 0,5 млн тон руди (пізніше – 1 млн тон) та біля 1 тони золото-срібного сплаву Доре, при цьому в 2009-му фактично виробили 1,12 тон золота.
Розробка ведеться відкритим способом. Станом на 2013 рік обсяг переміщених розкривних порід досягнув 25 млн м3, було видобуто 10 млн тон руди та вироблено біля 6 тон золота. При цьому на місці переробляли лише окиснені руди, тоді як понад 1 млн тон сульфідної руди з 2010 по 2013 роки було відправлено на Варваринську збагачувальну фабрику.
Станом на середину 2010-х запаси в проектному контурі кар’єру були в основному випрацьовані, так, в першій половині 2015-го отримали 365 тисяч тон руди, а у другому – лише 2 тисячі тон. Подальша розробка була можлива лише за умови перенесення дороги Камісти – Денисівка, яка заважала розширити кар’єр. Як наслідок, власник рудника провів ремонт об’їзної дороги довжиною 34 км та зобов’язався узяти її на своє утримання. Також здійснили інвестиції у нове обладнання і вже у 2017-му на Варваринську фабрику змогли відправити 1,5 млн он руди. Станом на 2018-й цей обсяг зріс до 2,8 млн тон.
В 2020-му на Комаровський рудник перемістили з Варваринського рудника електричний екскаватор виробництва Новокраматорського машинобудівного заводу тиуп ЭШ-10/70. 
Станом на 2022 рік річна потужність Комаровського рудника, кар’єр якого вже досягнув глибини у 195 метрів, становила 3 млн тон, при цьому планували довести цей показник до 3,1 млн тон та подовжити термін експлуатації родовища до 2031 року.
Первісно проектом опікувалась компанія «Метал Трэйдинг». В 2013-му вона перейшла під контроль  концерну «Казцинк» та його міноритарного партнера компанії «Верный Капитал» і отримала нову назву «Орион Минералс». В 2016-му останню придбала російська компанія Polymetal (також володіє правами на казахські золотоносні родовища Варваринське та Бакирчик).